# 定边站
定边站位于陕西省榆林市定边县贺圈镇，是太中银铁路上的一个车站，2011年1月11日投入使用，现由兰州铁路局管辖。该站距太原站516公里，距银川站194公里，距中卫站231公里，是兰州铁路局在太中银铁路的最东侧车站。本站及相邻上下行区间均为电气化区段。

## 线路
2009年11月4日，太中银铁路银川联络线铺通。太中银铁路建成时，定边站以东为复线铁路，定边站以西则暂时为单线铁路，并分为两支，一支是通往中卫、迎水桥的太中正线，另一支是通往平吉堡的银川联络线。定边站由此成为太中银铁路的一个枢纽。

## 相关列车

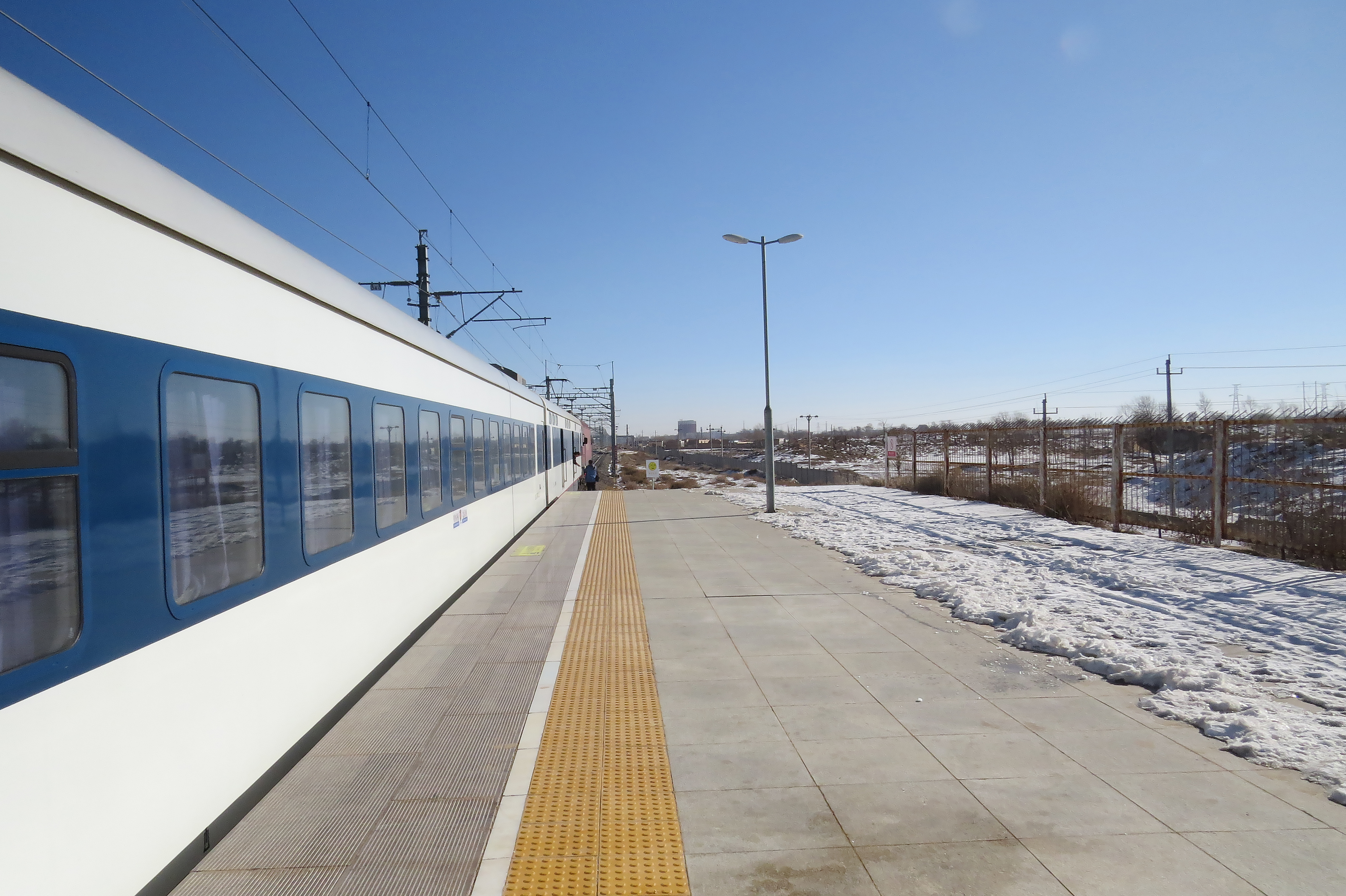
Z70次列车停靠在定边站南站台

- K1286/1287、K1285/1288次列车（青岛↔银川）
- K1331/1334、K1332/1333次列车（上海↔银川）
- K1510/1511、K1509/1512次列车（西安↔银川）
- T175/176次列车（北京西↔西宁）
- Z69/70次列车（北京西↔乌鲁木齐南）
- Z275/278、Z277/276次列车（北京西↔银川）